# 雷撃傷
雷撃傷（らいげきしょう）は、落雷による怪我である。初期症状には、心静止や呼吸停止などがあげられる。心静止は自然に突然解消する場合があるが、呼吸停止は一般的に心静止より長引く。その他の症状には、火傷や鈍傷などがあげられる。雷撃傷の生存者の約75％には白内障や難聴などの長期的な健康上の問題がみられる。雷撃傷により死亡に至る一般的な原因は、不整脈または呼吸不全である。
雷撃傷は、直撃、サイドスプラッシュ、接触損傷、地電流に分類される。地電流は症例数の約半分を占め、雷が近くに落ちて地面を通って人に伝わったときに発生する。サイドスプラッシュは症例数の約3分の1を占め、雷が近くに落ちて空中をジャンプして人に到達したときに発生する。接触損傷は、雷が落ちた物体に人が触れたときに発生する。直撃は負傷者の約5％を占めている。雷撃傷の機序は、感電、熱傷、機械的外傷などである。診断は通常、怪我の履歴や検査に基づく。
予防は、雷雨の際に屋外にいることを避けることである。屋外にいることを避けられない場合は、低くしゃがむことが勧められる。屋内では、コンセントに接続されているものや水と接触しているものの使用は勧められない。心停止とみられる心拍のない人には、心肺蘇生法（CPR）を開始する必要がある。心拍はあるが呼吸をしていない人には人工呼吸が推奨される。
雷撃傷は年に24万件発生し、2.4万人の死亡が推定されている。中央アフリカのような山岳地帯で気流に湿気の多い地域では、落雷の発生率が最も高くなる。雷に打たれた妊婦の内、胎児の約半数は死亡する。米国では、生涯のうち、10,000人に1人の確率で雷に打たれている。男性は女性より4倍頻繁に影響を受けている。最も一般的に影響を受ける年齢層は20〜45歳である。